# Gemeinde Tabor

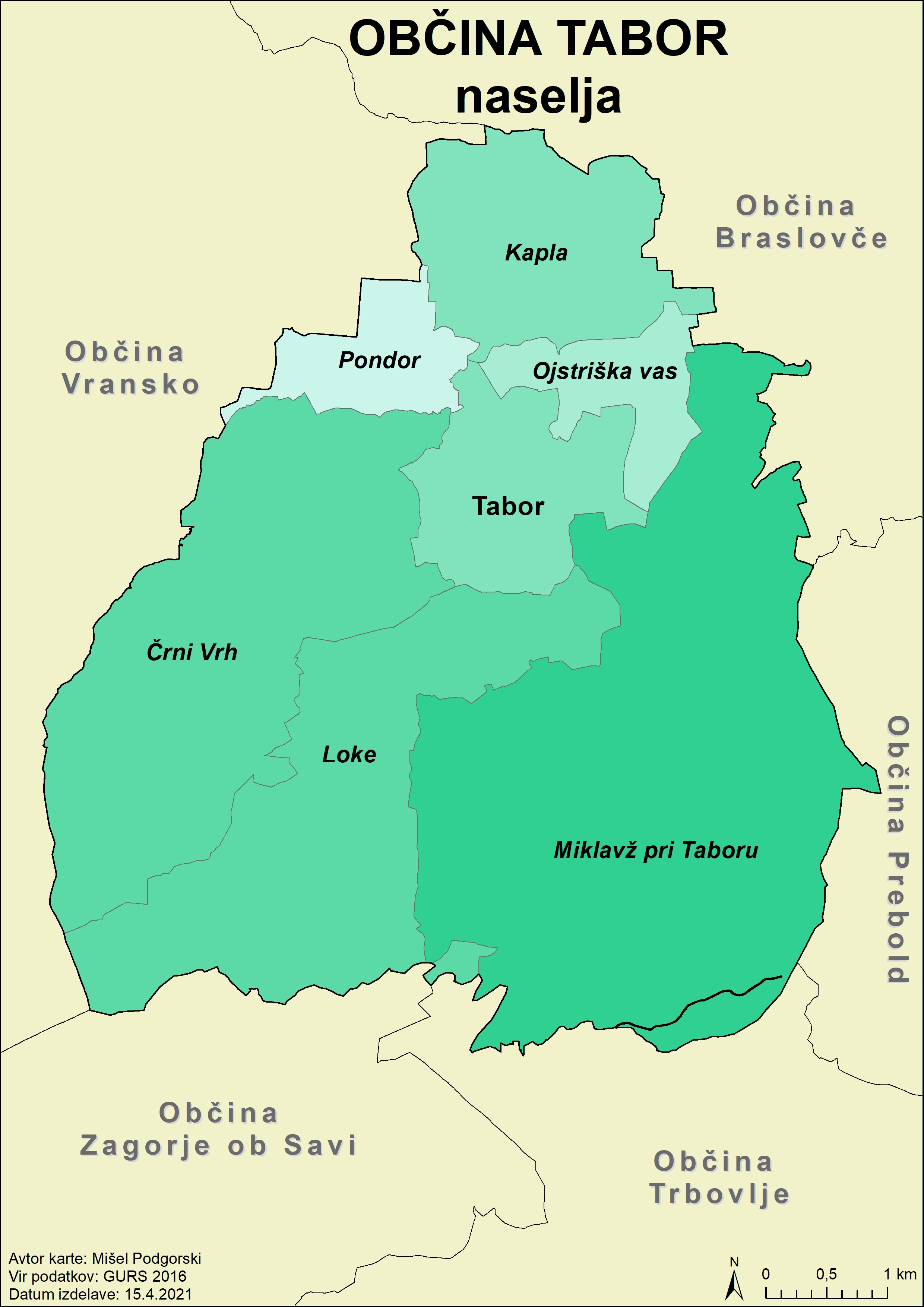
Übersichtskarte der Ortsteile

Tabor ist eine Gemeinde in der Region Spodnja Štajerska in Slowenien.

## Lage
Die aus den sieben Ortschaften bestehenden Gesamtgemeinde liegt westlich von Celje.
Sie liegt am südlichen Rand des unteren Savinja-Tals und grenzt an die Gemeinden Vransko, Braslovče, Prebold, Trbovlje und Zagorje ob Savi.
Die Gemeinde ist in zwei unterschiedliche Teile unterteilt. Der flache Teil umfasst die Siedlungen Kapla, Ojstriška vas, Pondor und Tabor. Hier finden man kompaktere Siedlungen und Agrarflächen. Der hügelige Teil der Gemeinde besteht aus den Siedlungen Črni vrh, Miklavž pri Tabor und Loke. Dabei handelt es sich meist um Streusiedlungen, es gibt aber auch viele vereinzelte Bauernhöfe.

## Ortsteile
- Črni Vrh (dt.: Schwarzenberg bei Cilli)
- Kapla (dt.: Sankt Domenikus)
- Tabor (dt.: Tabor)
- Loke (dt.: Laakdorf)
- Miklavž pri Taboru (dt.: Sankt Nikolai)
- Ojstriška vas (dt.: Osterwitzdorf)
- Pondor (dt.: Oppendorf)

## Nachbargemeinden
| Vransko         | Braslovče                                   | Braslovče |
| Vransko         | Kompassrose, die auf Nachbargemeinden zeigt | Prebold   |
| Zagorje ob Savi | Zagorje ob Savi, Trbovlje                   |           |

## Geschichte
In historischen Dokumenten wurde Tabor 1436 erstmals erwähnt. Es ist die zentrale Siedlung der Gemeinde und liegt auf der Terrasse zwischen den Bächen Konjščica und Kučnica.
Der ursprüngliche Name von Tabor war Sv. Jurij ob Tabor, im Volksmund Šentjur. Die heutige Ortsbezeichnung bezieht sich auf die Wehrmauern (slowenisch: Tabor) um die Kirche St. Georg, die Ende des 15. Jahrhunderts als Verteidigung gegen die Türkenerrichtet wurde.
Auf dem Gebiet des heutigen Ortsteils Loke befanden sich ehemals Burg und Schloss Osterwitz.